# 小瀧站
小瀧站（日语：／ Kotaki eki */?）是位於日本新潟縣糸魚川市，隸屬於西日本旅客鐵道（JR西日本）的鐵路車站。本站每天提供7班普通列車前往南小谷站，2班往平岩站及9班次往糸魚川站。根據糸魚川市的統計顯示，本站是市內所有JR車站中使用人數最少的一個，2013年全年只有682人使用本站，平均每日少於2人使用。

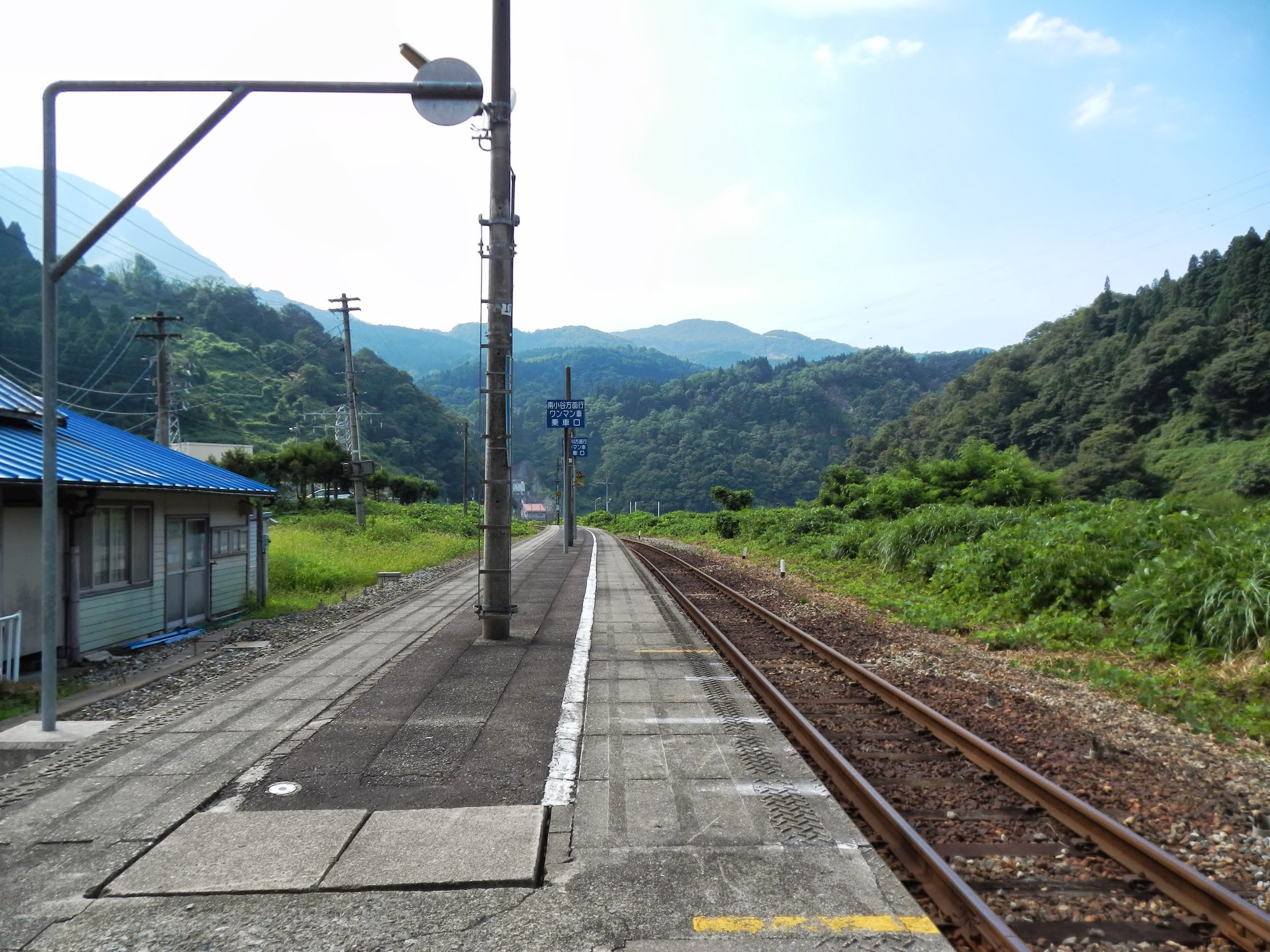
月台（2013年8月）

## 車站結構

### 站房
本站的站房為木製站房，自開業時便使用至今。站內設有舊票務處、舊站務室及候車大堂。由於本站很早期已經是無人站，現時舊票務處及舊站務室均沒有實際用途，售票窗口早被木板圍封。

### 月台
本站設有島式月台1座，原可提供1面2線的配置，但因業務過於清閒，亦為了節省保線費用，2006年尾起與線內大部份車站一樣，將其中一條路軌拆走，本站則拆去了近站房的一條及最外邊的側線。現時只保留遠離站房的月台及路軌仍然使用，列車不能在此交換。有效長度為4輛，月台兩邊雖然均設有上落用梯級，但月台和站房之間的平交道設於往平岩站方向，又因月台的闊度相當狹窄，所以月台上完全沒有任何候車設備。
| 路線    | 方向 | 前往             | 備註 |
| ------- | ---- | ---------------- | ---- |
| ■大糸線 | 上行 | 平岩、南小谷方向 |      |
| ■大糸線 | 下行 | 糸魚川方向       |      |

## 歷史
- 1935年12月24日：隨國鐵大糸北線由根知伸延至此而開業。
- 1957年8月15日：隨大糸南線由中土站延伸至大糸北線小瀧站的小瀧站而開業，全線統一稱為大糸線。
- 1981年11月20日：貨運服務取消。
- 1987年4月1日：國鐵分割民營化，成為西日本旅客鐵道（JR西日本）車站。
- 1995年7月12日：受「7·11水災」影響，姬川氾濫並沖毀多條橋樑，本站～平岩站間的列車暫停服務至8月31日。
- 2014年：

- 11月22日：因發生2014年長野縣北部地震，引起土石流，列車暫時停駛。
- 11月24日：列車復駛。

- 2024年6月1日：為方便沿線居民轉乘北陸新幹線及促進大糸線的使用，由糸魚川市、大町市及JR西日本共同安排於2024年6月1日至2025年3月31日為止，試行每天以巴士形式加開4班來往白馬～糸魚川之間的班次[6]，變相重新直通JR西日本及JR東日本的路段[7][8]。

## 利用人數
| 乗車人員推算 | 乗車人員推算 | 乗車人員推算 |
| 年度         | 1日平均人數  |              |
| ------------ | ------------ | ------------ |
| 2004         | 4            |              |
| 2005         | 2            |              |
| 2006         | 2            |              |
| 2007         | 2            |              |
| 2008         | 2            |              |
| 2009         | 2            |              |
| 2010         | 2            |              |
| 2011         | 2            |              |
| 2012         | 2            |              |
| 2013         | 2            |              |
| 2014         | 2            |              |
| 2015         | 3            |              |
| 2016         | 3            |              |
| 2017         | 2            |              |
| 2018         | 2            |              |
| 2019         | 2            |              |
| 2020         | 2            |              |

## 相鄰車站
西日本旅客鐵道
■大糸線
平岩－小瀧－根知

## 外部連結
- JR西日本 小瀧站公式網頁。 （页面存档备份，存于）（日語）